# Tycherus carinatulus
Tycherus carinatulus är en stekelart som beskrevs av Ranin 1983. Tycherus carinatulus ingår i släktet Tycherus och familjen brokparasitsteklar. Arten är reproducerande i Sverige. Inga underarter finns listade i Catalogue of Life.